# 1981年中国大陆
| 中国历史 / 中国历史年表 |
| 世紀： 19世纪中国 / 20世纪中国 / 21世纪中国 |
| 年代： 1950年代中国大陆 / 1960年代中国大陆 / 1970年代中国大陆 / 1980年代中国大陆 / 1990年代中国大陆 / 2000年代中国大陆 / 2010年代中国大陆                     |
| 年份： 1977年中国大陆 / 1978年中国大陆 / 1979年中国大陆 / 1980年中国大陆 / 1981年中国大陆 / 1982年中国大陆 / 1983年中国大陆 / 1984年中国大陆 / 1985年中国大陆 |
| 纪年： 辛酉年（鸡年）、中华人民共和国成立32周年 |

## 黨和國家領導人

### 中共領導人
- 中共中央主席：華國鋒→胡耀邦
- 中共中央總書記：胡耀邦
- 中共中央軍委主席：華國鋒→鄧小平

### 國家元首
- 中華人民共和國主席：不設立
- 全國人大常委會委員長：葉劍英

### 政府首腦
- 國務院總理：趙紫陽

## 大事記
- 中國女子排球隊第一次奪得世界冠軍，國內高等院校打出「振興中華」的口號。

### 1月
- 1月25日——林彪、江青反革命集團案審結。

### 6月
- 6月27日——中国共产党通过《关于建国以来党的若干历史问题的决议》[1]:573，正式否定「文化大革命」。决议认为毛泽东应负上主要责任。该决议的正式表述是：“‘文化大革命’是一场由领导者错误发动，被反革命集团利用，给党、国家和各族人民带来严重灾难的内乱。”
- 6月29日——中共中央總書記胡耀邦接替華國鋒出任中國共產黨中央委員會主席，鄧小平出任中國共產黨中央軍事委員會主席，華國鋒完全退出中央領導核心。

### 7月
- 7月9日——成昆铁路发生旅客列车坠桥事故，造成超过240人死亡。

### 8月
- 8月26日——邓小平首次提出一国两制。
- 8月26日——中国国家教委颁布《中学生守则》和《小学生守则》。

### 9月
- 9月13日——1981年內蒙古學生運動抗議大幅開發畜牧業的新政策，逾3,000學生遊行至呼和浩特市新華廣場。
- 9月30日——葉劍英向新華社記者發表談話，闡述實現和平統一的九條建議[1]:573。越南飞行员乔清陆一行十人驾UH-1直升机叛逃中国。

### 10月
- 10月10日——中國共產黨舉行萬人大會紀念辛亥革命以進行其「和平統一」，中共中央主席胡耀邦提出中國國民黨政軍領導人「不妨到大陸和故鄉看看」[2]:187。

- 10月28日——1981年內蒙古學生運動抗議大幅開發畜牧業的新政策，逾3,000學生護送幾名學生代表到呼和浩特火車站，是到北京幾次上訪聲勢最浩大的一次。